# Throwing Muses
Throwing Muses – amerykański zespół muzyczny, założony w 1981 r. w Newport, Rhode Island przez dwie wokalistki Kristin Hersh i Tanyę Donnely. Grupa była jednym ze sztandarowych wykonawców wytwórni 4AD. Zespół wciąż działa, choć od lat 90. poszczególni wykonawcy skoncentrowali się na karierach solowych. Największe przeboje: Dizzy, Counting Backwards, Bright Yellow Gun, Fish.

## Najbardziej znany skład
- Tanya Donelly – śpiew, gitara
- Bernard Georges – gitara basowa
- Kristin Hersh – śpiew, gitara
- David Narcizo – perkusja

## Dyskografia
- Throwing Muses (1986)
- The Fat Skier (1987 mini-album)
- House Tornado (1988)
- Hunkpapa (1989)
- The Real Ramona (1991)
- Red Heaven (1992)
- The Curse (1992 live)
- University (1995)
- Limbo (1996)
- In a Doghouse (1998)
- Live in Providence (2001 live)
- Throwing Muses (2003)